# Excalibur Series V

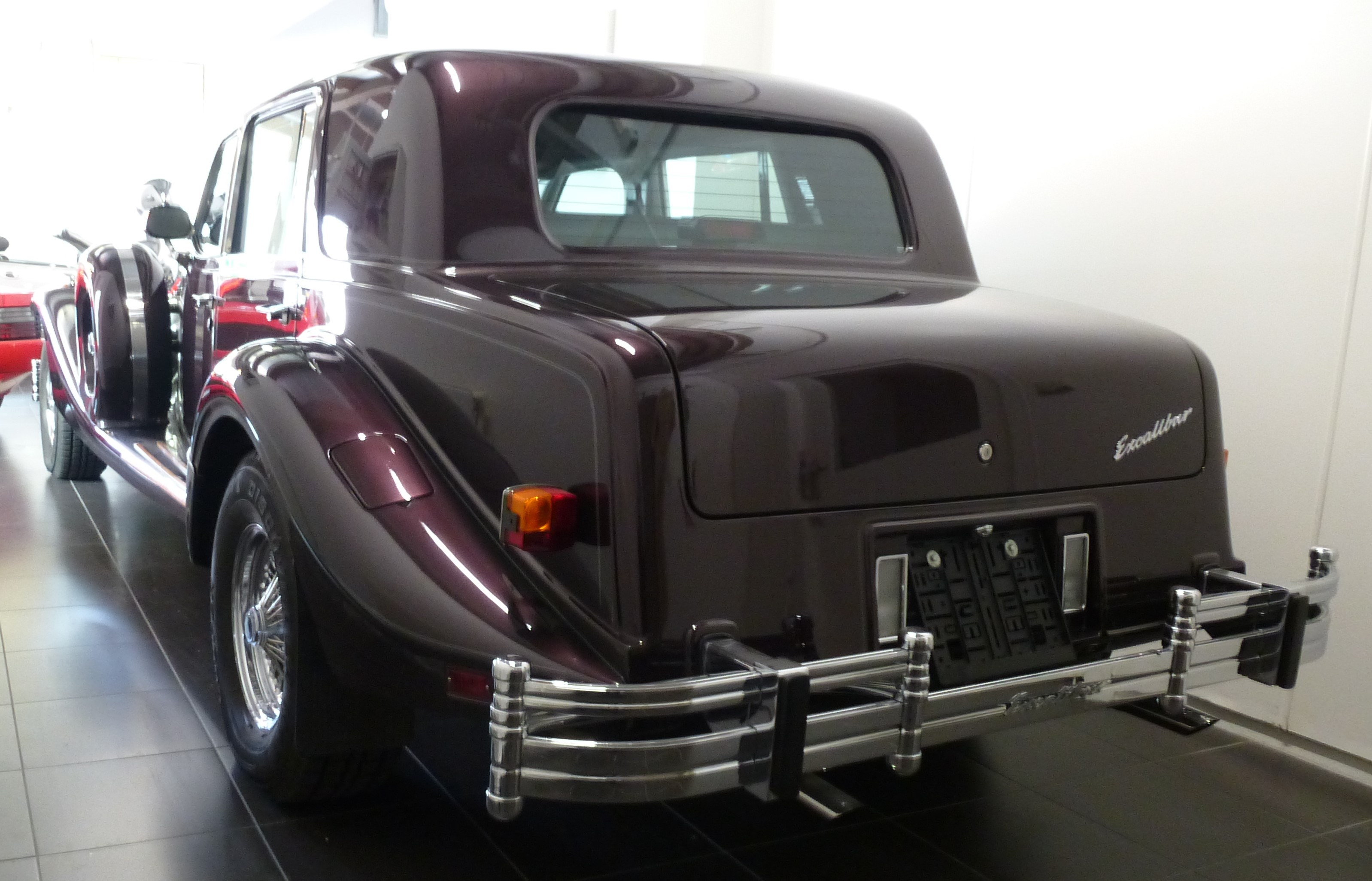
Excalibur Series V als Limousine

Der Excalibur Series V ist ein Pkw der US-amerikanischen Excalibur Automobile Corporation.

## Beschreibung
Das 1985 vorgestellte Modell basierte weitgehend auf dem Excalibur Series IV. Optische Unterschiede sind nicht bekannt. Es waren V8-Motoren mit 5 Liter Hubraum erhältlich, als Optionen gab es den 5,7-Liter-Motor aus der Corvette oder einen 7,4-Liter-Motor, alle von Chevrolet.
Roadster und Phaeton waren bei 3150 mm Radstand 5180 mm lang. Der Roadster wog 1815 kg und der Phaeton 2100 kg. Alle Modelle waren 1930 mm breit, die Limousine 1950 mm.
Ungewöhnlich für Excalibur war eine Ausführung als Pullman-Limousine. Die Grand Limousine maß 7210 mm bei 5180 mm Radstand. Das Leergewicht war mit 2585 kg angegeben. Abweichend von den anderen Ausführungen hatte die Limousine eine einteilige Windschutzscheibe.

## Produktionszahlen
| Jahrgang         | Roadster | Phaeton | Royal | Limited | Limo | Sedan | Gesamt |
| ---------------- | -------- | ------- | ----- | ------- | ---- | ----- | ------ |
| 1985             | 6        | 91      |       |         |      |       | 97     |
| 1986             | 6        | 57      | 4     | 1       |      |       | 68     |
| 1987             | 6        | 22      |       |         |      |       | 28     |
| 1988             | 19       | 27      |       |         |      | 47    | 93     |
| 1989             | 18       | 18      |       |         | 13   | 54    | 103    |
| Summe (bis 1989) | 55       | 215     | 4     | 1       | 13   | 101   | 389    |

Quelle: Excalibur Owner’s Club Switzerland